# スコットレール (イギリス国鉄)

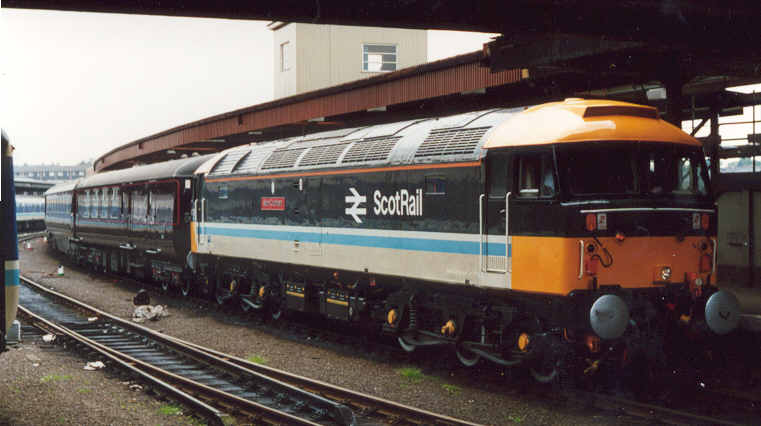
スコットレール塗装の47形機関車（ヨーク駅、1988年）

スコットレール（英語: ScotRail）はイギリス国鉄がスコットランドで使用していたブランド名である。1983年9月22日に導入され、1997年3月30日の民営化後も後継にあたる列車運行会社（ナショナル・エクスプレス、ファーストグループ、アベリオ）のブランドに使用され続けている。

## 列車
当初はスコットランド内およびカーライル以北で完結する全ての旅客列車を担当していたが、1988年3月5日にはこれにロンドン・ユーストン発着の寝台列車カレドニアン・スリーパーが加わった。
なお、東海岸本線および西海岸本線の長距離特急列車はインターシティーが引き続き担当した。

## 施設
1986年9月にエアシャー・コースト線が、1991年7月にノース・ベリック線がそれぞれ電化された。

## 車両
ブランド制定時に使用されていた機関車牽引列車は大半が気動車化され、150形・156形・158形気動車に置き換えられた。また、電車も305形の置換え用として318形・320形電車が段階的に導入された。

## 塗装
機関車と旅客車で異なり、機関車はインターシティー塗装の赤帯をスコットランド国旗に使われる青色に変更したのに対し、旅客車はリージョナル・レールウェイズ色と同じものが使用された。
グラスゴー周辺で運用される近郊型車両は、ストラスクライド地域交通局のオレンジ塗装に変更されている。